# John Erlansson
John Erlansson (i riksdagen kallad Erlansson i Främlinge), född 17 september 1863 i Gryts socken, Skåne, död 7 april 1940 i Knislinge, var en svensk lantbrukare och politiker (höger). 
Erlansson var predikant i Nordöstra Skånes missionförening från 1887 och direktör för Knislinge stärkelsefabriksförening från 1900. 1921 blev han ordförande i Svenska stärkelseproducenters riksförening. Erlansson var riksdagsledamot i andra kammaren 1906-1917 samt 1921, fram till 1911 för Östra Göinge härads valkrets och därefter för Kristianstads läns nordvästra valkrets, och tillhörde där Statsutskottet. Han var även kommunalman och var ledamot av Kristianstads läns landsting 1910-1918.

### Fotnoter
1. 1 2 3 4 5 6 7 8 9 10  Tvåkammar-riksdagen 1867–1970, vol. 3, 1985, s. 119, Svenskt porträttarkiv: sj9PGLAlnmUAAAAAABfprg, läst: 19 januari 2022.[källa från Wikidata]
2. ↑  Begravda i Sverige, CD-ROM, Version 1.00, Sveriges Släktforskarförbund.